# Zephyranthes longistyla
Zephyranthes longistyla là một loài thực vật có hoa trong họ Amaryllidaceae. Loài này được Pax miêu tả khoa học đầu tiên năm 1889.